# Arts plastiques au VIe siècle
Arts plastiques au Ve siècle - Arts plastiques au VIe siècle - Arts plastiques au VIIe siècle
Chronologie des arts plastiques

## Événements
- Vers 500 : le peintre et théoricien de l'art Xie He, actif vers 479-502, rédige un Catalogue de peintures anciennes (Gǔhuà Pǐnlù) dans la préface duquel il détermine Les six canons de la peinture chinoise[1].

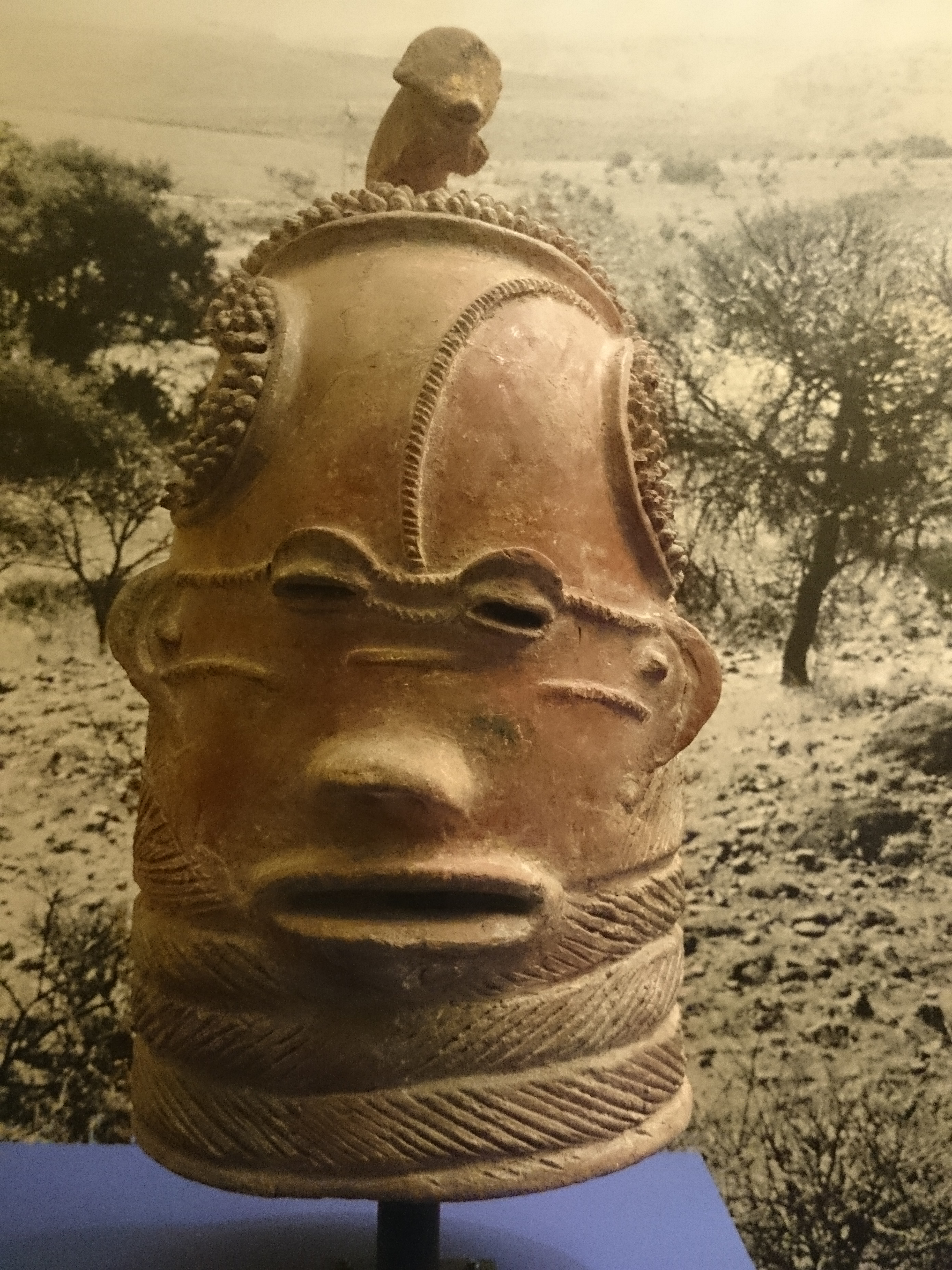
Un des sept

- Vers 500-700 : les sept têtes dites de Lydenburg sont réalisées en argile cuite en Afrique du Sud, un des plus anciens exemples connus de sculpture africaine en Afrique australe[2].
- Vers 507 : construction du premier bouddha de Bâmiyân[3].
- 527-565 : première période de l'art byzantin sous le règne de Justinien[4].
- Vers 550 : le style animalier germanique, caractéristique de l'art scandinave, tend à se dégager de l’influence romaine (style de Nydam) pour se rapprocher des styles orientaux (art « scythe » ou art des steppes) et d'influences venues de Méditerranée orientale (style II)[5],[6].

- Vers 554 : construction du second bouddha de Bâmiyân[3].